# Passo di Peiwar Kotal
Il passo di Peiwar Kotal è uno dei pochi collegamenti che attraversando l'Hindu Kush mette in collegamento il Pakistan con l'Afghanistan. È stato il teatro della battaglia di Peiwar Kotal durante la Seconda Guerra Anglo-Afghana.
È geograficamente posto nell'Agenzia di Kurram, un distretto situato nelle Aree tribali di Amministrazione Federale del Pakistan.